# Utzmannsbach
Utzmannsbach ist ein Gemeindeteil der Gemeinde Simmelsdorf im Landkreis Nürnberger Land (Mittelfranken, Bayern). Die Gemarkung Utzmannsbach hat eine Fläche von 1,153 km². Sie ist in 141 Flurstücke aufgeteilt, die eine durchschnittliche Flurstücksfläche von 8175,95 m² haben. In ihr liegt neben dem namensgebenden Ort der Gemeindeteil Judenhof.

## Geografie
Das Dorf liegt im Tal des Naifer Bachs. Die Kreisstraße LAU 12 führt nach Unternaifermühle (0,9 km nördlich) bzw. nach  Diepoltsdorf (1,2 km südlich). Eine Gemeindestraße führt nach Judenhof (0,2 km westlich).

## Geschichte
Der Ort wurde erstmals 1360 urkundlich erwähnt. Er wurde auch als Etzelbach oder Esselbach bezeichnet. 
Mit dem Gemeindeedikt (frühes 19. Jahrhundert) wurde Utzmannsbach dem Steuerdistrikt Hormersdorf zugewiesen. Zugleich entstand die Ruralgemeinde Utzmannsbach, zu der Judenhof, Schindelrangen und Unterachtel gehörten. Sie unterstand in Verwaltung und Gerichtsbarkeit dem Landgericht Lauf. Im Zuge der Gebietsreform in Bayern wurde die Gemeinde am 1. April 1971 nach Diepoltsdorf eingegliedert. Diese wiederum wurde bereits am 1. Juli 1971 nach Simmelsdorf eingemeindet.

## Herrenhaus

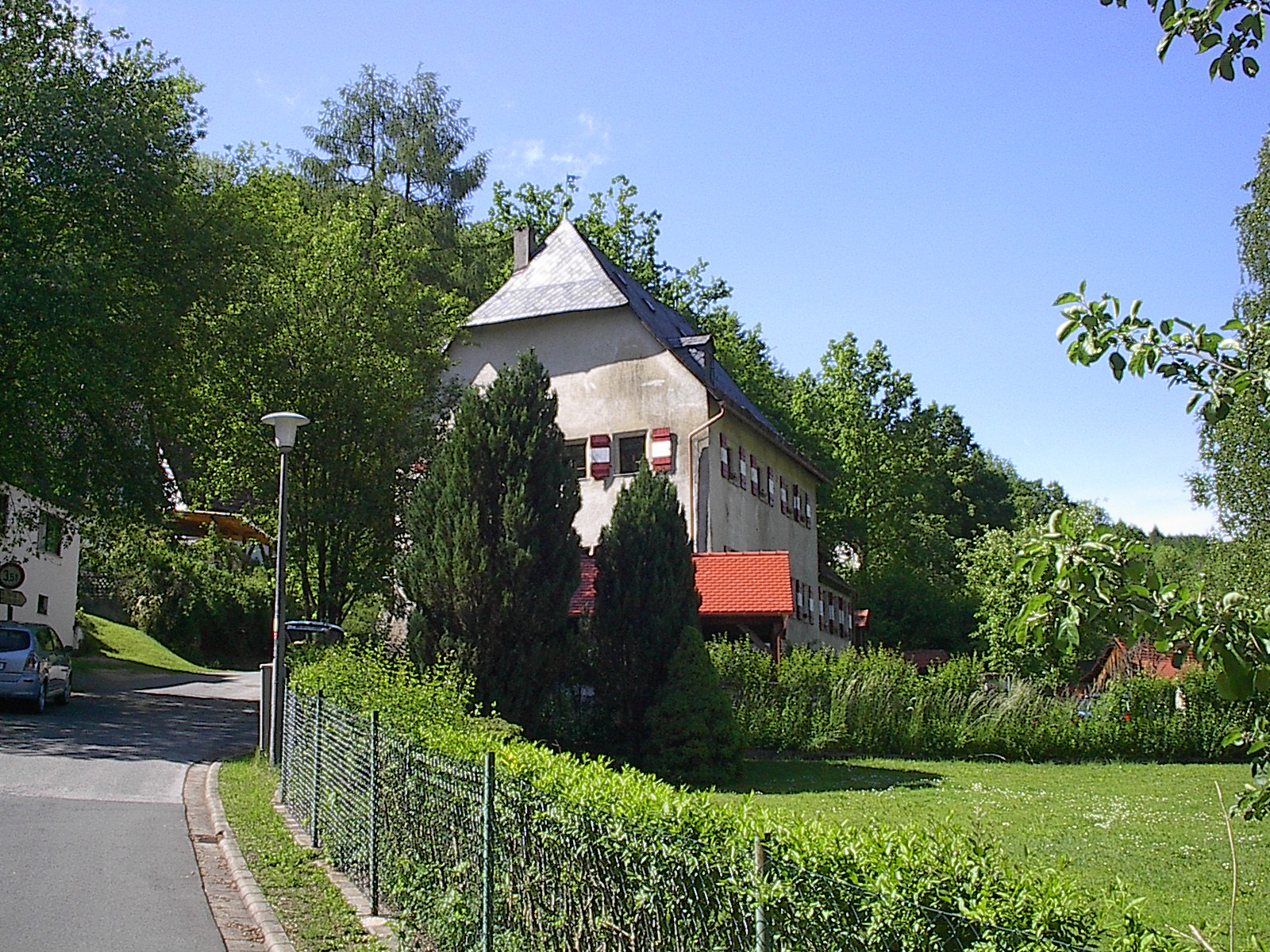
Herrensitz Utzmannsbach

Der Kern des Herrenhauses geht auf die Jahre 1374/75 zurück; aus dieser Zeit stammt noch eine Spunddecke in dem einst quadratischen, massiven Wohnturm, der 1468 als „steinhaus“ bezeichnet und im 18. Jahrhundert durch einen zweigeschossigen Anbau nach Norden verlängert wurde. Der Turm entstand zur Bewachung eines Hammerwerks, das den Herren von Wildenstein gehörte, die es noch im 14. Jahrhundert an die Herren von Winterstein verlehnten. 1442 erwarb Philipp Hiltpoltsteiner zu Hüttenbach das befestigte Hammerwerk und belehnte den Hammermeister Contz Schwarzkopf damit. 1446 erwarb das Augustinerkloster Nürnberg das Lehngut, verkaufte es aber 1450 an den Nürnberger Bürger und Montanunternehmer Linhard Groland d. Ä., der bereits den Ansitz im nahen Diepoltsdorf besaß. 1468 hatte sich um einen Herrensitz eine Siedlung gebildet. Zeitweise im Besitz der Peßler als Erben, kam das Gut 1511 wieder an die Groland. Vor 1530 erwarb es der Montanunternehmer Stephan Kanler, der noch weitere Hammerwerke besaß, von den Groland als Unterlehen. Er ließ das Herrenhaus um 1535/36 umbauen und sein Sohn ergänzte einen Lustgarten mit Mauereinfriedung. Lehnsherr war ab 1609 die Familienstiftung der Tucher von Simmelsdorf. Ihre Rechte gingen auf Sebald Tucher zurück, der 1609 Katharina Holzschuher, Enkelin der Katharina Groland, geheiratet hatte. Das Gut wurde weiter als Unterlehen vergeben, bis die Tucher es 1792 verkauften. 1836 gründete der Fürther Spiegelglasfabrikant Berlin eine Glasfabrik in dem Hammerbetrieb. Er beseitigte den Wassergraben und die Befestigungen. 1913 veräußert, wurde das Herrenhaus ab 1958 Jugendherberge, was zum Verlust originaler Ausstattung und Bausubstanz führte. 1979/80 renovierte es die Familie Alberti, die es seither besitzt.